# معركة الحقاب
يوم الحِقابِ ويسمى أيضا يوم نعمان وهو يوم من أيام العرب في الجاهلية بين قبيلة كنانة وبين هذيل في الموضع المعروف اليوم باسم وادي نعمان بين مكة والطائف. قال محمد سليمان الطيب «وهذا الوادي كان ينزله بعض بني قريم - من هذيل - وقد أغار عليهم فيه بنو مدلج - من كنانة - وكان لقريم النصر عليهم».

## خبر المعركة
خرجت غازية من كنانة ثم من بني مدلج بن مرة بثلاثون فارسا ودخلوا الى نعمان يريدون لقاء هذيل فوجدوا دارا لبني قريم من هذيل فأغاروا فخرجت بنو قريم واستشرفت على بني مدلج بالنبل فقتلوا من بني مدلج تسعا وعشرون فارسا الا واحدا هرب على حصانة وقال أَبُو سِعِيد الحَسَنُ بن الحُسَيْن «فاستشرفتهم  بنو قريم  بالنبل فقتلوهم الا رجلا واحداً أعجز على فرسه في دُبر سرجة أكثر من عشرين سهما أو سلاثين حين يطردونه ورجع الى قومة».

## ما بعد المعركة
بعد مقتل غزاة بني كنانة على يد هذيل عاد الناجي منهم الى قومة بني مدلج فغضبت بني مدلج لمقتلهم وجمعوا لهم فأحست بنو قريم من هذيل بجمعهم ورجعوا إلى قومهم وقال لهم نوفل بن معاوية الدؤلي انا لكم من بني مدلج جار. فقالت بنو قريم لا نطمئن اليه فإن بني مدلج قومة ! وانهم غازون فعاد بنو قريم الى قومهم هذيل وخرجت جموع بني مدلج بالخيل والرجل حتى قابلوا نعمان فلم يجدوا أحداً وغضبوا من نوفل بن معاوية وقال في ذلك سراقة بن مالك بن جعشم المدلجي ابياتا منها:
ولم يذكر الإخباري الحسن بن الحسين أي معركة بينهم بعد يوم الحقاب.